# Jan Buchowiecki
Jan Buchowiecki herbu Drogosław – skarbnik brzeskolitewski od 1691 roku.
Był elektorem Augusta II Mocnego z województwa brzeskolitewskiego w 1697 roku.